# August Diehl
August Diehl (Berlino Ovest, 4 gennaio 1976) è un attore tedesco, noto per aver interpretato il maggiore della Gestapo Dieter Hellstrom in Bastardi senza gloria, Karl Marx ne Il giovane Karl Marx e Franz Jägerstätter nell'ultimo film di Terrence Malick La vita nascosta - Hidden Life.

## Filmografia

### Cinema
- 23, regia di Hans Christian-Schmid (1998)
- Die Braut, regia di Egon Günther (1999)
- Kalt ist der Abendhauch, regia di Rainer Kaufmann (2000)
- Tattoo, regia di Robert Schwentke (2002)
- Hard Attraction (Love the Hard Way), regia di Peter Sehr (2002)
- Luci lontane (Lichter), regia di Hans Christian-Schmid (2003)
- La petite prairie aux bouleaux, regia di Marceline Loridan Ivens (2003)
- Anatomy 2 (Anatomie 2), regia di Stefan Ruzowitzky (2004)
- Der neunte Tag, regia di Volker Schlöndorff (2004)
- Was nützt die Liebe in Gedanken, regia di Achim von Borries (2004)
- Mouth to Mouth, regia di Alison Murray (2005)
- Ich bin die Andere - Io sono l'altra - regia di Margarethe von Trotta (2006)
- Il falsario - Operazione Bernhard (Die Fälscher), regia di Stefan Ruzowitzky (2007)
- Una donna a Berlino (Anonyma - Eine Frau in Berlin), regia di Max Färberböck (2008)
- Die Buddenbrooks, regia di Heinrich Breloer (2008)
- Bastardi senza gloria (Inglourious Basterds), regia di Quentin Tarantino (2009)
- Salt, regia di Phillip Noyce (2010)
- Die kommenden Tage, regia di Lars Kraume (2010)
- Wer wenn nicht wir, regia di Andres Veiel (2011)
- Confession of a Child of the Century (La confession d'un enfant du siècle), regia di Sylvie Verheyde (2012)
- Wir wollten aufs Meer, regia di Toke Constantin Hebbeln (2012)
- Le avventure di Huckleberry Finn (Die Abenteuer des Huck Finn), regia di Hermine Huntgeburth (2012)
- Treno di notte per Lisbona (Night Train to Lisbon), regia di Bille August (2013)
- Layla Fourie, regia di Pia Marais (2013)
- The Husband, regia di Bruce McDonald (2013)
- Frau Ella, regia di Markus Goller (2013)
- Dirk Ohm - Illusjonisten som forsvant, regia di Bobbie Peers (2013)
- Accada quel che accada, regia di Christian Carion (2015)
- Diamant noir, regia di Arthur Harari (2015)
- Allied - Un'ombra nascosta (Allied), regia di Robert Zemeckis (2016)
- Il giovane Karl Marx (Le jeune Karl Marx), regia di Raoul Peck (2017)
- Kursk, regia di Thomas Vinterberg (2018)
- La vita nascosta - Hidden Life (A Hidden Life), regia di Terrence Malick (2019)
- L'ultimo Vermeer (The Last Vermeer), regia di Dan Friedkin (2019)
- Monaco - Sull'orlo della guerra (Munich – The Edge of War), regia di Christian Schwochow (2021)
- Viaggio in Giappone (Sidonie in Japan), regia di Élise Girard (2024)
- Il maestro e Margherita (Мастер и Маргарита),regia di Michael Lockshin (2024) basato sul famoso romanzo di Michail Afanas'evič Bulgakov

### Televisione
- Close to the Enemy – miniserie TV, 6 puntate (2016)
- Profumo – miniserie TV, 6 puntate (2018)
- Bauhaus - A new era – miniserie TV, (2019)

## Doppiatori italiani
Nelle versioni in italiano delle opere in cui ha recitato, August Diehl è stato doppiato da:
- Francesco Pezzulli in Allied - Un'ombra nascosta, La vita nascosta - Hidden Life, Monaco - Sull'orlo della guerra
- Gianfranco Miranda in Il giovane Karl Marx, Profumo, L'ultimo Vermeer
- Riccardo Niseem Onorato in Il falsario - Operazione Bernhard
- Alessandro Budroni in Salt
- Simone Lollobrigida in Treno di notte per Lisbona
- Marco Vivio in Kursk